# Гюрджиан, Армен Арамович
Армен Арамович Гюрджиан (1924, Орджоникидзе — 13 февраля 2000) — ученый, видный специалист в области авиационной физиологии, доктор медицинских наук, полковник медицинской службы.
Сотрудник Института авиационной и космической медицины Министерства обороны СССР.
Занимался отбором животных, совершающих космические полеты, их тренировкой, созданием рациона, приучением к автоматической кормушке, созданием системы ассенизации и передачи информации с корабля.
Работал со всеми собаками, летавшими в космос на геофизических ракетах и кораблях-спутниках.
Гюрджиан готовил к полёту собак Белку и Стрелку.

## Биография
Родился в 1924 г. г. Орджоникидзе (ныне Владикавказ).
Окончил среднюю школу № 27.
В Советской Армии с июля 1951 по октябрь 1983.
В 1947 окончил Северо-Осетинский государственный медицинский институт (с отличием).
Окончил аспирантуру в Институте физиологии АН СССР имени И. П. Павлова.
1951 — начальник медицинского пункта.
1952 — старший научный сотрудник экспериментальной лаборатории Главного военного госпиталя имени Н. Н. Бурденко.
1956 — научный сотрудник НАМ.
24 сентября 1958 входит в группу ученых, написавших письмо в ЦК КПСС и АН СССР о создании Института космической биологии и медицины АН СССР. В письме О. Г. Газенко, А. М. Генина, А. А. Гюрджиана, адресованном секретарю ЦК КПСС А. И. Кириченко, председателю комиссии СМ СССР президенту А. Н. Несмеянову, председателю комиссии ЦК КПСС М. В. Хруничеву, в связи с быстрым развитием космической биологии в мире и необходимостью решения большого числа теоретических и практических вопросов, связанных с обеспечением полета человека за пределы атмосферы Земли, предлагалось создать в системе АН СССР специализированный научно-исследовательский институт.
1960 — старший научный сотрудник НИИИАМ. В группе начинает проведение двух научно-исследовательских работ: «Исследование возможности выживания и жизнедеятельности животных при длительном полете объектов „Д“ и „ОД“» и «Исследование возможности выживания и жизнедеятельности животных при полетах в герметическом отсеке изделий Р-2А и Р-5 в верхние слои атмосферы», которые направлены на создание установок для автономного существования животных до 15 суток в их кабинах, автоматических устройств для подачи еды и воды животным и на осуществление отладки аппаратуры для слежения за физиологическими функциями животного и гигиенических требований внутри кабины. В 1957—1958 годах отдел производит пуск геофизических ракет до 212 км (11 запусков) и 450—473 км (3 пуска).
Из-за короткого времени полёта (около 10 минут) невозможно было оценить полностью воздействие невесомости и космической радиации на живой организм. Поэтому 3 ноября 1957 года был осуществлён запуск второго искусственного спутника с собакой по кличке Лайка.
Сотрудники НИИИАМ В. И. Яздовский, О. Г. Газенко, А. М. Генин, А. Д. Серяпин, Е. М. Юганов, И. И. Касьян, А. Р. Котовская, И. С. Балаховский, Е. А. Петрова, Б. Г. Буйлов и другие занимались отбором животных, их тренировкой, созданием рациона, приучением к автоматической кормушке, созданием системы ассенизации и передачи информации с корабля.
1964 — начальник отдела ИА и КМ.
1968 — врач-физиолог ЛАМ.
1972 — научный сотрудник.
1979 — начальник отдела Института авиационной и космической медицины.
С 1983 — научный сотрудник Института медико-биологических проблем (ИМБП).
Долгие годы научные интересы А. А. Гюрджиана были связаны с лабораторией ИМБП в Дубне, а также с Отделением радиационных и радиобиологических исследований Объединённого института ядерных исследований (ОИЯИ) в г. Дубне.
Умер учёный 13 февраля 2000 года на 76 году жизни.

## Сочинения
- Подготовил ряд обобщающих работ по авиационной медицине.
- При его участии подготовлены библиографический указатель литературы по авиационной медицине и психологии и словарь.
- Автор свыше 140 научных работ.

## Область научных интересов
Известен исследованиями физиологических механизмов пространственной ориентации летчика. Занимался проблемой функциональной асимметрии головного мозга.
Занимался проведением продолжительных (многосуточных) экспериментов в условиях невесомости и действия перегрузок. В частности, предусмотрел снабжение подопытных животных в ходе эксперимента полноценным питанием и водой.